# Grzegorz Grinholc
Grzegorz Grinholc (ur. 5 marca 1977) – polski lekkoatleta chodziarz, medalista mistrzostw świata i Europy w kategorii masters, wicemistrz Polski seniorów na 50 km.

## Kariera sportowa
W latach 1993–1994 zdobył trzy złote medale mistrzostw Polski juniorów młodszych w chodzie sportowym na dystansach 5000 m i 10 km. Osiągnął także 3. miejsca na mistrzostwach Polski juniorów w 1995 na 10 km i 20 km oraz 2. miejsce na mistrzostwach Polski młodzieżowców na 20 km w 1997 i 3. w 1998.
Uczestnik mistrzostw Polski seniorów na różnych dystansach. W 2018 roku na zawodach na 50 km zorganizowanych w Wiedniu zdobył tytuł wicemistrzowski.
Startuje w zawodach w kategorii masters. W mistrzostwach Europy i świata zdobył łącznie 32 medale, w tym 10 złotych (3 indywidualne i 7 drużynowych). Jest trzecim najbardziej utytułowanym Polakiem w historii w tej kategorii w chodzie sportowym. Według stanu na 1 kwietnia 2024 zdobywca 33 złotych i 5 srebrnych medali mistrzostw Polski na otwartym stadionie oraz halowych w kategoriach masters M35–M45 na różnych dystansach. Indywidualnie jest rekordzistą Polski w chodzie na 3000 m w hali w kategorii M40.
Od 2013 roku reprezentant klubu RKS Rumia, a wcześniej w okresie 1998–2013 AZS-AWF Gdańsk oraz od 1993 Lechii Gdańsk. Pracuje jako trener młodzieży.

## Życie prywatne i zawodowe
Jest mężem Iwony Grinholc, która również jest utytułowaną chodziarką w kategorii masters. Ma dwóch synów: Wojciecha i Krzysztofa.
Pracuje jako nauczyciel wychowania fizycznego w Rumi. W kadencji 2018–2024 radny powiatu wejherowskiego z ramienia Koalicyjnego Komitetu Wyborczego Platforma.Nowoczesna Koalicja Obywatelska, ponownie wybrany na kadencję 2024–2029.
W 2024 został odznaczony Medalem Komisji Edukacji Narodowej.

## Osiągnięcia

### Seniorzy – krajowe
| Rok  | Impreza                     | Miejsce | Konkurencja   | Pozycja    | Wynik   |
| ---- | --------------------------- | ------- | ------------- | ---------- | ------- |
| 2018 | Mistrzostwa Polski seniorów | Wiedeń  | chód na 50 km | 2. miejsce | 4:54:45 |

### Juniorzy – krajowe
| Rok  | Impreza                               | Miejsce  | Konkurencja    | Pozycja    | Wynik    |
| ---- | ------------------------------------- | -------- | -------------- | ---------- | -------- |
| 1993 | Mistrzostwa Polski juniorów młodszych | Warszawa | chód na 10 km  | 1. miejsce | 47:46,95 |
| 1994 | Mistrzostwa Polski juniorów młodszych | Kielce   | chód na 10 km  | 1. miejsce | 46:11,57 |
| 1994 | Mistrzostwa Polski juniorów młodszych | Spała    | chód na 5000 m | 1. miejsce | 23:10,50 |
| 1995 | Mistrzostwa Polski juniorów           | Kraków   | chód na 10 km  | 3. miejsce | 47:20,56 |
| 1995 | Mistrzostwa Polski juniorów           | Gdańsk   | chód na 20 km  | 3. miejsce | 1:35,54  |
| 1997 | Mistrzostwa Polski młodzieżowców      | Gdynia   | chód na 20 km  | 2. miejsce | 1:36:33  |
| 1998 | Mistrzostwa Polski młodzieżowców      | Gdańsk   | chód na 20 km  | 3. miejsce | 1:33:12  |

### Masters – międzynarodowe
| Rok  | Impreza                                   | Miejsce     | Konkurencja                                                                        | Pozycja    | Wynik    |
| ---- | ----------------------------------------- | ----------- | ---------------------------------------------------------------------------------- | ---------- | -------- |
| 2013 | 13. Mistrzostwa Europy masters non stadia | Úpice       | chód na 10 km M35                                                                  | 1. miejsce | 48:27    |
| 2013 | 13. Mistrzostwa Europy masters non stadia | Úpice       | chód na 30 km M35                                                                  | 1. miejsce | 2:36:12  |
| 2013 | 13. Mistrzostwa Europy masters non stadia | Úpice       | chód na 10 km drużynowy M35, w drużynie z: Zbigniew Kwita, Mirosław Łuniewski      | 1. miejsce | 2:48:03  |
| 2013 | 13. Mistrzostwa Europy masters non stadia | Úpice       | chód na 30 km drużynowy M35, w drużynie z: Zbigniew Kwita, Mirosław Łuniewski      | 3. miejsce | 8:49:14  |
| 2014 | 6. Halowe mistrzostwa świata masters      | Budapeszt   | chód na 10 km M35                                                                  | 2. miejsce | 46:35    |
| 2014 | 6. Halowe mistrzostwa świata masters      | Budapeszt   | chód na 10 km drużynowy M35, w drużynie z: Zbigniew Kwita, Grzegorz Sudoł          | 2. miejsce | 2:36:14  |
| 2015 | 10. Halowe mistrzostwa Europy masters     | Toruń       | chód na 5 km drużynowy M35, w drużynie z: Bogusław Barbużyński, Adam Śleziona      | 1. miejsce | 1:13:03  |
| 2015 | 10. Halowe mistrzostwa Europy masters     | Toruń       | chód na 5 km M35                                                                   | 2. miejsce | 22:42    |
| 2015 | 10. Halowe mistrzostwa Europy masters     | Toruń       | chód na 3000 m M35                                                                 | 2. miejsce | 13:24,44 |
| 2015 | 14. Mistrzostwa Europy masters non stadia | Grosseto    | chód na 30 km drużynowy M35, w drużynie z: Zbigniew Kwita, Mirosław Łuniewski      | 2. miejsce | 9:25:59  |
| 2015 | 14. Mistrzostwa Europy masters non stadia | Grosseto    | chód na 30 km M35                                                                  | 3. miejsce | 2:49:32  |
| 2016 | 11. Halowe mistrzostwa Europy masters     | Ankona      | chód na 5 km M35                                                                   | 2. miejsce | 23:04    |
| 2016 | 15. Mistrzostwa Europy masters non stadia | Monte Gordo | chód na 30 km M35                                                                  | 2. miejsce | 2:35:58  |
| 2016 | 15. Mistrzostwa Europy masters non stadia | Monte Gordo | chód na 10 km M35                                                                  | 3. miejsce | 48:27    |
| 2016 | 15. Mistrzostwa Europy masters non stadia | Monte Gordo | chód na 10 km drużynowy M35, w drużynie z: Zbigniew Kwita, Mirosław Łuniewski      | 3. miejsce | 3:21:07  |
| 2018 | 12. Halowe mistrzostwa Europy masters     | Madryt      | chód na 3000 m M40                                                                 | 3. miejsce | 13:40,30 |
| 2018 | 12. Halowe mistrzostwa Europy masters     | Madryt      | chód na 5000 m M40                                                                 | 3. miejsce | 23:50    |
| 2019 | 8. Halowe mistrzostwa świata masters      | Toruń       | chód na 10 km drużynowy M35, w drużynie z: Rafał Fedaczyński, Konrad Morawczyński  | 1. miejsce | 2:26:48  |
| 2019 | 8. Halowe mistrzostwa świata masters      | Toruń       | chód na 3000 m M40                                                                 | 2. miejsce | 13:56,37 |
| 2019 | 8. Halowe mistrzostwa świata masters      | Toruń       | chód na 10 km M40                                                                  | 3. miejsce | 47:49    |
| 2019 | 21. Mistrzostwa Europy masters            | Wenecja     | chód na 20 km M40                                                                  | 3. miejsce | 1:46:01  |
| 2019 | 21. Mistrzostwa Europy masters            | Wenecja     | chód na 20 km drużynowy M40, w drużynie z: Konrad Morawczyński, Jarosław Wilma     | 3. miejsce | 5:47:22  |
| 2022 | 24. Mistrzostwa świata masters            | Tampere     | chód na 10 km drużynowy M40, w drużynie z: Krzysztof Czerski, Konrad Morawczyński  | 2. miejsce | 2:37:10  |
| 2022 | 24. Mistrzostwa świata masters            | Tampere     | chód na 20 km drużynowy M40, w drużynie z: Krzysztof Czerski, Konrad Morawczyński  | 2. miejsce | 5:24:01  |
| 2023 | 9. Halowe mistrzostwa świata masters      | Toruń       | chód na 10 km drużynowy M45, w drużynie z: Paweł Korzeniowski, Konrad Morawczyński | 1. miejsce | 2:41:00  |
| 2023 | 22. Mistrzostwa Europy masters            | Pescara     | chód na 10 km drużynowy M40, w drużynie z: Sebastian Karpiński, Tomasz Lipiec      | 1. miejsce | 2:39:15  |
| 2023 | 22. Mistrzostwa Europy masters            | Pescara     | chód na 20 km M45                                                                  | 2. miejsce | 1:48:42  |
| 2024 | 14. Halowe mistrzostwa Europy masters     | Toruń       | chód na 5 km M45                                                                   | 1. miejsce | 24:53    |
| 2024 | 14. Halowe mistrzostwa Europy masters     | Toruń       | chód na 5 km drużynowy M45, w drużynie z: Konrad Morawczyński, Piotr Siwiński      | 1. miejsce | 1:21:11  |
| 2024 | 14. Halowe mistrzostwa Europy masters     | Toruń       | chód na 3000 m M45                                                                 | 2. miejsce | 14:24,95 |
| 2024 | 25. Mistrzostwa świata masters            | Göteborg    | chód na 20 km drużynowy M45, w drużynie z: Leszek Behounek, Konrad Morawczyński    | 1. miejsce | 5:39:53  |
| 2024 | 25. Mistrzostwa świata masters            | Göteborg    | chód na 20 km M45                                                                  | 2. miejsce | 1:48:00  |

## Rekordy życiowe
Wg stanu na 29 października 2023:
- chód na 3000 metrów (hala) – 13:21,90 (15 lutego 2014, Spała)[2][5]
- chód na 3 km – 13:24,9 (15 lipca 2017, Puck)[5]
- chód na 5000 metrów (hala) – 23:10,50 (29 stycznia 1994, Spała)[2][5]
- chód na 5 km – 22:23,52 (14 czerwca 2014, Gdańsk)[2][5]
- chód na 10 000 metrów – 44:57,94 (5 maja 2001, Spała)[2]
- chód na 10 kilometrów – 44:47 (29 sierpnia 1998, Gdańsk)[2][5]
- chód na 20 kilometrów – 1:31:14 (24 września 2000, Zamość)[2][5]
- chód na 30 kilometrów – 2:35:26 (4 października 2014, Wiedeń)[2]
- chód na 50 kilometrów – 4:34:34 (8 października 2016, Andernach)[2]